# Lillsjön (Torsåkers socken, Gästrikland)
Lillsjön är en sjö i Hofors kommun i Gästrikland och ingår i Gavleåns huvudavrinningsområde. Sjöns area är 0,032 kvadratkilometer och den befinner sig 133 meter över havet.